# Вулиця Миколи Соловцова
Ву́лиця Мико́ли Соловцо́ва — вулиця в Печерському районі міста Києва, місцевість Звіринець, Верхня Теличка. Пролягає від Звіринецької вулиці (двічі, утворюючи півколо).
Прилучаються Буслівська вулиця та прохід до Садово-Ботанічної вулиці.

## Історія
Вулиця виникла в першій чверті XX століття під назвою Новоомелютинська (була розташована поблизу Омелютинської вулиці, тепер Тимірязєвської). Сучасна назва на честь українського режисера і театрального діяча Миколи Соловцова — з 1962 року.

## Забудова
Малоповерхова садибна забудова вздовж сучасної вулиці Соловцова зафіксована ще на мапах 1925 року. У другій половині 1930-х років у кварталі між вулицями Соловцова, Правобережною, Буслівською та Звіринецькою збудували 5 двоповерхових житлових будинків, втім, у 1960-х—1980-х їх знесли. У 1968 році на вулиці звели п'ятиповерховий будинок (№ 6), у 1980-х роках — семиповерховий житловий будинок (№ 3) за індивідуальним проєктом. 